# Isla Rantau
Rantau (en indonesio: Pulau Rantau, o incluso Tebingtinggi Tebing Tinggi) es una isla de Indonesia en la costa este de Sumatra, ubicada en el estrecho de Malaca.
Con una superficie de 1,597.5 kilómetros², es la más grande de una serie de islas que se encuentran en la costa este de Sumatra, que están separadas por solo unos kilómetros de ancho de las demás. Al sur de la isla esta Sumatra, al noreste se encuentra Rangsang, Merbau en el norte y al noroeste Padang. Merbau esta a tan solo 100 metros de Rantau y están separadas por una entrada de 14,3 kilómetros de longitud, por lo que a veces Merbau no aparecerá en muchos mapas como una isla separada. Rantau es de 76 km de largo, hasta 26 km de ancho y llana por completo.
Al este se encuentran directamente en frente dos islas pequeñas Menggung y Topang, y en el sureste Labu y Serap.
Administrativamente, la isla pertenece a los órganos de administración de Rantau (kabupaten) Kepulauan Meranti de la provincia de Riau y consta de dos subdistritos (Kecamatan) Tebing Tinggi y Tebing Tinggi Barat que en conjunto tienen 91.889 habitantes (2007). El lugar más grande y más importante es Selat Panjang en la costa norte de la isla.